# William Laurentz
William Laurentz (pronunciación en francés: /wiljam lɔʁɑ̃ts/; 26 Feb 1895 – 7 de marzo de 1922) fue un tenista francés de principios del siglo XX, cuyas principales logros fueron ganar los títulos de individuales en el World Hard Court Championships y el World Covered Court Championships.

## Carrera
Laurentz logró su primer gran éxito en abril de 1911 a los 16 años, cuando derrotó al campeón de Wimbledon Anthony Wilding en la final del Campeonato de Francia en pista cubierta en París.
En marzo de 1912, durante la ronda de desafío del Campeonato de Francia contra Andre Gobert, una bola que rebotó en su raqueta lo golpeó en el ojo cuando iba 2–4 en el primer set. Posteriormente, tuvo que extirparse el ojo.
Destacó por ganar el dobles mixto en el Torneo de Roland Garros en 1912 y 1913, cuando el torneo estaba abierto solo a residentes franceses, y el título de individuales en los World Hard Court Championships (WHCC) de 1920. En la final de este último, jugada en pistas de arcilla en el Stade Français de París, venció a Andre Gobert en cuatro sets. Junto con Gobert, también ganó el título de dobles masculinos en el WHCC en 1920 y 1921. En 1921 ganó el título de individuales en el World Covered Court Championships (WCCC), jugado en Copenhague en una superficie de madera cubierta, venciendo a Alfred Beamish en la final en sets corridos.
Laurentz participó en los Wimbledon Championships por primera vez en 1919, perdiendo en sets corridos en la primera ronda contra Algernon Kingscote. Su mejor resultado en Wimbledon llegó el año siguiente, en 1920, cuando alcanzó la tercera ronda y fue derrotado por su compatriota Jacques Brugnon en cuatro sets. Estaba inscrito para los campeonatos de 1921, pero se retiró antes de su partido de primera ronda contra Andre Gobert.
Fue clasificado como el número 8 del mundo en 1920 por Arthur Wallis Myers de The Daily Telegraph.
Entre 1912 y 1921, jugó en cinco eliminatorias para el equipo francés de Copa Davis, con un récord de tres victorias y siete derrotas.
Laurentz murió repentinamente en París el 7 de marzo de 1922 de septicemia tras sufrir influenza.

## Estilo de juego
En su libro The Art of Lawn Tennis (1920), Bill Tilden describió a Laurentz como "otra figura brillante, errática e intensamente interesante que Francia ha dado al mundo del tenis..." que jugaba principalmente por instinto. Tilden describe el servicio de Laurentz como uno de "varias variedades, todas bien ejecutadas. Usa un twist americano como su entrega regular, pero lo varía con un slice afilado, un twist inverso de gran giro y un smash rápido como un cañonazo." Sus voleas eran "brillantes... pero muy erráticas" y sus smashes también eran juzgados de la misma manera. Tenía grandes habilidades de lucha y jugaba mejor cuando estaba en desventaja, pero era propenso a lapsos de ansiedad. Tilden concluye que "Laurentz podría vencer a cualquiera en el mundo en su día o perder contra el jugador más débil en su peor momento.".

## Títulos

### Títulos de individuales
Campeonato Mundial de Pista Dura (en Arcilla) 1920
Boulogne 1920
Campeonato Mundial de Pista Cubierta (Indoor) 1921

### Subcampeón de individuales
Barcelona 1921 (perdió contra Manuel Alonso de Areyzaga 6–4, 6–2, 6–2)

### Títulos de dobles mixtos
| Fecha | Nombre y lugar del torneo     | Superficie | Compañero      | Finalistas | Marcador |
| ----- | ----------------------------- | ---------- | -------------- | ---------- | -------- |
| 1912  | Campeonatos de Francia, París | Arcilla    | Daisy Speranza |            |          |
| 1913  | Campeonatos de Francia, París | Arcilla    | Daisy Speranza |            |          |